# Kroonenburg
Kroonenburg is een voormalige koffieplantage in Suriname. Kroonenburg ligt in het district Commewijne aan de rechteroever van de rivier de Benedencommewijne, tussen de plantages Brouwerslust en Rijnberk.

## Geschiedenis
De plantage werd omstreeks 1745 aangelegd door dominee Johannes van der Gaegh. In de volksmond heette de plantage dan ook Domini. Kroonenburg is een van de weinige plantages die vernoemd werd naar een officiële functionaris. Ook Sorgvliet werd Domini genoemd, naar dominee Pfaff. Een ander voorbeeld is Rust en Werk (Granman gron, naar gouverneur Wigbold Crommelin). De plantage was 500 akkers, de standaard oppervlakte in die tijd. Later werd dit uitgebreid tot 725 akkers. Op de plantage werd eerst koffie verbouwd. Na Van der Gaegh werd H.J. Kennedy de volgende eigenaar. Kennedy was ook lid van het Hof van Politie en Crimineele Justitie. In 1821 werd Jan Elias van Onna als eigenaar vermeld. Hij verwierf bekendheid omdat hij 1791 niet als procureur tot de balie werd toegelaten omdat hij mulat was. Naar hem heet de plantage ook wel  Van Son. De volgende eigenaar was Frans Arthur. Hij schakelde in 1833 over op de teelt van suikerriet. De plantage kwam na zijn overlijden in handen van de firma Insinger en Co uit Amsterdam. Bij de afschaffing van de slavernij in 1863 zijn op Kroonenburg 137 verschillende familienamen geboekstaafd.

Plantage Kroonenburg (cacao, aardnoten en rijst) circa 1885

In de jaren 80 van de negentiende eeuw schakelde de plantage over op de teelt van cacao. Na het toeslaan van de krullotenziekte heeft de regering de plantage overgenomen en werden er citrus, koffie, cacao, mais, aardvruchten en rijst verbouwd. Door het Proefstation werden er in 1906 op de plantage proeven genomen om Surinaamse koffie op te kweken met schaduw van sinaasappel- of rubberbomen, in plaats van de tot dusver gebruikelijke 'koffie mama'. De cultuur zou daardoor voordeliger worden. Een deel van de plantage werd opgekocht door de Hamburgse firma Dörningen & Zoon voor de teelt van bananen. De bananenteelt voor export, naar het voorbeeld van Jamaica, duurde slechts enkele jaren (van 1906-1913). De drogerij die op de plantage was opgericht, werd daarom opgeheven en de plantage zelf werd in een koffieonderneming omgezet. Op het terrein richtten de katholieken begin twintigste eeuw een eerste districtschool op.

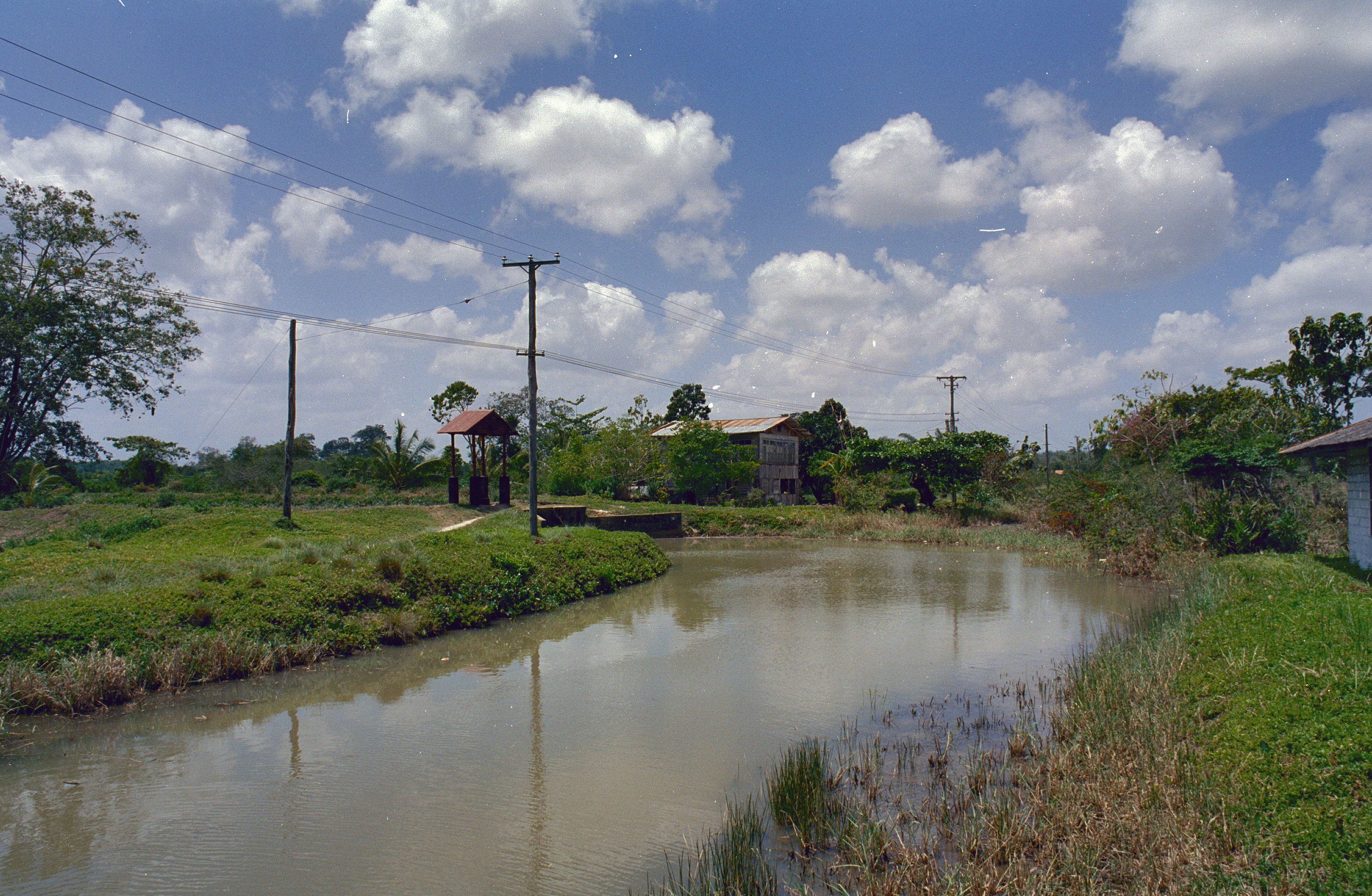
Zijaanzicht op sluis met omgeving - Kroonenburg, 1998

Tegenwoordig  is de plantage als dorpsgemeente nog in gebruik. Er worden veel groenten en fruit verbouwd voor de lokale markt. Op de plantage is Surplant NV gevestigd. Dit is een bedrijf dat is gespecialiseerd in het produceren van plantextracten en extracten van plantdelen. Een als biodiversiteitencentrum te gebruiken perceel ligt op ongeveer 1 kilometer van de rivier. Op dit moment worden er op een aantal bedden onder meer tamarinde, noni (didibri-apra), bospapaya, peper en palm verbouwd.
A la bonne heure · Anna's Zorg · Akkerboom · Alliance · Alkmaar · Andresa · Auka · Andreesgift · Bantaskine · Barbados · Batavia · Beekenhorst · Belladrum · Bellevue · Belwaarde · Beninenburg · Berg en Dal · Bergen op Zoom · Berlijn (Commewijne) · Berlijn (Para) · Bethlehem · Boksweide · Boston · Botany Bay · Boxel · Bronswijk · Brouwerslust · Bruinendaal · Bucklebury · Buitenrust · Burnside · Cadrosspark · Caledonia · Campenburg · Cannewapibo · Catharina Sophia · Clevia  · Cliffort-Kokshoven · Clyde · Concordia · Concordia en een Kwart Lot · Courcabo · De Dageraad · De Goede Vriendschap · De Resolutie · De Vier Hendrikken · Diamond · Dijkveld · Domburg · Dordrecht · Eendragt · Elisabeth's Hoop · Ellen · L'Espérance (Nickerierivier) · L'Espérance (Surinamerivier) · Esthersrust · Fairfield · Fortuin · Flora · Florentia · Frederiksburg · Frederiksdorp · Frederikslust · Geertruidenberg · Geyersvlijt · Glensander · Gloria · Groot Chatillon · Groot Marseille · Guadeloupe · Hague · Hamburg · Hamilton · Hamptoncourt · Hannover · Hazard · Hebron · Hecht en Sterk · Hooyland · Hope · Houttuin · Huntly · Huwelijkszorg · Inverness · Jagtlust · Jodensavanne · Johan & Margaretha · Johanna Catharina · Johanna Maria · Johannesburg · John · Katwijk · Kent · Kerkshoven · Killenstein · Klein Bellevue · Kleinhoop · Krappahoek · Kroonenburg · Kwatta · La Jalousie · La Prosperité · La Rencontre · La Ressource (Saramacca) · La Ressource (Surinamerivier) · La Singularité · Laarwijk · Leasowes · Leliëndaal · Leonsberg · Livorno · Longmay · Lunenburg · Lust en Rust · Lustrijk · Maasstroom · Margarethenburg · Maria Petronella · Mariënbosch · Mariënburg · Margaretha's Gift · Mary's Hope · Meerzorg · Merveille · Moed en Kommer · Mon Bijou · Mon Souci · Mon Trésor · Monnikendam · Mopentibo · Morgenster · Moy · Nieuw Mocha · Nieuwzorg · Nieuwe Aanleg · De Nieuwe Grond · Nijd en Spijt · Novar · Nursery · Nut en Schadelijk · Onoribo · Onverwacht · Oranibo · Ornamibo · Overbrug · Overtoom 
· Oxford · Palestina · Paradise · Persévérance · Petersburg · Picardië · Peperpot · Pieterszorg · Plaisance · Poelwijk · Potosie · Purmerend · Reijnsdorp · Reijnsfort · Rijnberk · Roosenburg · Rorac · Rust en Werk · Rustenburg · Saltzhalen · Sans Souci · Saphir · Sarah · Sardam · Schaapstede · Schoonoord · Sinabo en Gelre · Sint Barbara · Sint Eustatius · Slootwijk · Sorgvliet · Spieringshoek · Standvastigheid · Suidwijn · Suzanna's Daal · Toevlugt (Surinamerivier) · Tout Lui Faut · Toledo · Totness · Tyronne · 't Vertrouwen · Victoria · Vierkinderen · Visserszorg · Voorburg · Voorzorg (Saramacca) · Vossenburg · Vredenburg · Vriendsbeleid en Ouderzorg · Vreeland · Waltonhall · Waldijk · Waterloo · Wederzorg · Welbedacht · Welgelegen (Commewijne) · Welgelegen (Coronie) · Welgevallen · Weltevreden · Wolffs Capoerica · Wolfenbüttel · 't Ylant · Zoelen · Zorg en Hoop (hout) · Zorg en Hoop (indigo) · Zorg en Hoop (katoen) · Zorg en Hoop (suiker)